# قره‌چای (قوچان)
قره چای، روستایی است از توابع بخش مرکزی شهرستان قوچان در استان خراسان رضوی ایران.

## جمعیت
این روستا در دهستان دوغائی قرار داشته و بر اساس سرشماری سال ۱۳۸۵ جمعیت آن ۱۵۵ نفر (۳۸ خانوار)
بوده‌است.ودارای اب وهوای سرد وکوهستانی می‌باشد این روستابین مشهد وقوچان واقع شده که حدود30کیلومترازقوچان فاصله دارد